# Whittier (Kalifornija)
Whittier je grad u američkoj saveznoj državi Kalifornija. Prema popisu stanovništva iz 2010. u njemu je živjelo 85.331 stanovnika.